# Heinz Vorländer
Heinz Vorländer, eigentlich Heinrich Friedrich Vorländer (* 15. September 1916 in Siegen; † 4. Februar 2005), war ein deutscher Verleger.

## Leben
Heinz Vorländer war das dritte von vier Kindern aus der Ehe von Heinrich Wilhelm Vorländer (* 1885) und Friederun Hildburg geb. Herwig.
Nach dem Tode seines Onkels Johann Rothmaler 1957 übernahm er in fünfter Familiengeneration mit seinem Vetter Wolfgang Rothmaler die Geschäftsführung der Siegener Zeitung.